# NGC 5152
NGC 5152 (другие обозначения — ESO 444-44, MCG -5-32-24, AM 1325-292, PGC 47187) — спиральная галактика с перемычкой (SBb) в созвездии Гидра.
Этот объект входит в число перечисленных в оригинальной редакции «Нового общего каталога».